# Sithon peregrinus
Sithon peregrinus är en fjärilsart som beskrevs av Otto Staudinger 1889. Sithon peregrinus ingår i släktet Sithon och familjen juvelvingar. Inga underarter finns listade i Catalogue of Life.